# Saradela
 Saradela (obična ptičja noga, lat. Ornithopus sativus), vrsta jednogodišnje ili višegodišnje biljke iz roda ptičja noga, porodica mahunarki. Raširena je po Mediteranu, osobito u jugozapadnoj Francuskoj, Španjolskoj Alžiru, te u Maroku i Azorima i Madeiri, a uvezena je i po drugim kontinentima.
Naraste do 70 cm visine, hermafrodit. Česta je uz ceste, a raste i na obradivim tlima pa je smatraju korovom. Ova vrsta je korisna drugim biljkama jer je u simbiotskim odnosima s određenim bakterijama na tlu. Te bakterije tvore kvržice na korijenu i fiksiraju atmosferski dušik. Dio tog dušika koriste i druge biljke koje rastu u blizini nje.

## Vanjske poveznice
- Ornithopus sativus Brot.  Arhivirana inačica izvorne stranice od 20. studenoga 2018. (Wayback Machine)

- O. sativus
- O. sativus
- O. sativus